# Wereldkampioenschappen judo 2022
De wereldkampioenschappen judo 2022 werden van 6 tot en met 13 oktober gehouden in Tasjkent, Oezbekistan. De wedstrijden vonden plaats in de Humo Ice Dome. Er stonden vijftien onderdelen op het programma, zeven voor mannen, zeven voor vrouwen en een gemengde landenwedstrijd.
Naar aanleiding van de Russische invasie van Oekraïne verklaarde de Internationale Judofederatie (IJF) op 2 maart 2022 dat Russische judoka's uitsluitend onder de vlag van de IJF mochten deelnemen aan de Europese kampioenschappen en andere door de IJF georganiseerde toernooien, en dus voorlopig niet namens Rusland mochten uitkomen op deze toernooien. Hierop besloten de Russische en Belarussische judobonden voorlopig geen judoka's af te vaardigen naar deze toernooien.

## Programma
De mannen en vrouwen kwamen uit in zeven gewichtsklassen. Tot en met de kwartfinales vonden de wedstrijden dagelijks plaats vanaf 10:00 uur lokale tijd (UTC+5). De halve finales, herkansingen en de finales vonden plaats vanaf 17:00 uur lokale tijd.
| Gewichtsklasse  | Gewichtsklasse  | oktober     | oktober     | oktober     | oktober     | oktober     | oktober     | oktober     | oktober |        |
| Mannen          | Vrouwen         | 6           | 7           | 8           | 9           | 10          | 11          | 12          | 13      | Totaal |
| --------------- | --------------- | ----------- | ----------- | ----------- | ----------- | ----------- | ----------- | ----------- | ------- | ------ |
| –60 kg          | –48 kg          | Goud · Goud |             |             |             |             |             |             |         | 2      |
| –66 kg          | –52 kg          |             | Goud · Goud |             |             |             |             |             |         | 2      |
| –73 kg          | –57 kg          |             |             | Goud · Goud |             |             |             |             |         | 2      |
| –81 kg          | –63 kg          |             |             |             | Goud · Goud |             |             |             |         | 2      |
| –90 kg          | –70 kg          |             |             |             |             | Goud · Goud |             |             |         | 2      |
| –100 kg         | –78 kg          |             |             |             |             |             | Goud · Goud |             |         | 2      |
| +100 kg         | +78 kg          |             |             |             |             |             |             | Goud · Goud |         | 2      |
| Landenwedstrijd | Landenwedstrijd |             |             |             |             |             |             |             | Goud    | 1      |
| Totaal          | Totaal          | 2           | 2           | 2           | 2           | 2           | 2           | 2           | 1       | 15     |

## Medailles

### Mannen
| Onderdeel           | Goud                    | Zilver                | Brons               |
| ------------------- | ----------------------- | --------------------- | ------------------- |
| Klasse tot 60 kg    | Naohisa Takato          | Enkhtaivany Ariunbold | Yeldos Smetov       |
| Klasse tot 60 kg    | Naohisa Takato          | Enkhtaivany Ariunbold | Yang Yung-wei       |
| Klasse tot 66 kg    | Hifumi Abe              | Joshiro Maruyama      | An Ba-ul            |
| Klasse tot 66 kg    | Hifumi Abe              | Joshiro Maruyama      | Denis Vieru         |
| Klasse tot 73 kg    | Tsogtbaatar Tsend-ochir | Soichi Hashimoto      | Daniel Cargnin      |
| Klasse tot 73 kg    | Tsogtbaatar Tsend-ochir | Soichi Hashimoto      | Hidayet Heydarov    |
| Klasse tot 81 kg    | Tato Grigalashvili      | Matthias Casse        | Takanori Nagase     |
| Klasse tot 81 kg    | Tato Grigalashvili      | Matthias Casse        | Shamil Borchashvili |
| Klasse tot 90 kg    | Davlat Bobonov          | Christian Parlati     | Luka Maisuradze     |
| Klasse tot 90 kg    | Davlat Bobonov          | Christian Parlati     | Lasja Bekaoeri      |
| Klasse tot 100 kg   | Muzaffarbek Turoboyev   | Kyle Reyes            | Michael Korrel      |
| Klasse tot 100 kg   | Muzaffarbek Turoboyev   | Kyle Reyes            | Zelym Kotsoiev      |
| Klasse boven 100 kg | Andy Granda             | Tatsuru Saito         | Guram Tushishvili   |
| Klasse boven 100 kg | Andy Granda             | Tatsuru Saito         | Kim Min-jong        |

### Vrouwen
| Onderdeel          | Goud            | Zilver                      | Brons                       |
| ------------------ | --------------- | --------------------------- | --------------------------- |
| Klasse tot 48 kg   | Natsumi Tsunoda | Katharina Menz              | Assunta Scutto              |
| Klasse tot 48 kg   | Natsumi Tsunoda | Katharina Menz              | Abiba Abuzhakynova          |
| Klasse tot 52 kg   | Uta Abe         | Chelsie Giles               | Distria Krasniqi            |
| Klasse tot 52 kg   | Uta Abe         | Chelsie Giles               | Amandine Buchard            |
| Klasse tot 57 kg   | Rafaela Silva   | Haruka Funakubo             | Jessica Klimkait            |
| Klasse tot 57 kg   | Rafaela Silva   | Haruka Funakubo             | Lkhagvatogoogiin Enkhriilen |
| Klasse tot 63 kg   | Megumi Horikawa | Catherine Beauchemin-Pinard | Manon Deketer               |
| Klasse tot 63 kg   | Megumi Horikawa | Catherine Beauchemin-Pinard | Bárbara Timo                |
| Klasse tot 70 kg   | Barbara Matić   | Lara Cvjetko                | Saki Niizoe                 |
| Klasse tot 70 kg   | Barbara Matić   | Lara Cvjetko                | Sanne van Dijke             |
| Klasse tot 78 kg   | Mayra Aguiar    | Ma Zhenzhao                 | Yelyzaveta Lytvynenko       |
| Klasse tot 78 kg   | Mayra Aguiar    | Ma Zhenzhao                 | Beata Pacut-Kloczko         |
| Klasse boven 78 kg | Romane Dicko    | Beatriz Souza               | Wakaba Tomita               |
| Klasse boven 78 kg | Romane Dicko    | Beatriz Souza               | Julia Tolofua               |

### Gemengd
| Onderdeel    | Goud | Zilver | Brons |
| ------------ | --- | --- | --- |
| Gemengd team | Japan Haruka Funakubo Kenshi Harada Soichi Hashimoto Megumi Horikawa Kosuke Mashiyama Saki Niizoe Hyōga Ōta Tatsuru Saito Goki Tajima Ruri Takahashi Momo Tamaoki Wakaba Tomita | Frankrijk Benjamin Axus Amandine Buchard Sarah-Léonie Cysique Romane Dicko Joan-Benjamin Gaba Marie-Ève Gahié Kenny Liveze Alexis Mathieu Aleksa Mitrovic Margaux Pinot Joseph Terhec Julia Tolofua | Duitsland Alina Böhm Miriam Butkereit Johannes Frey Alexander Gabler Sarah Mäkelburg Dominic Ressel Jonas Schreiber Pauline Starke Eduard Trippel Anna-Maria Wagner Igor Wandtke Jana Ziegler |
| Gemengd team | Japan Haruka Funakubo Kenshi Harada Soichi Hashimoto Megumi Horikawa Kosuke Mashiyama Saki Niizoe Hyōga Ōta Tatsuru Saito Goki Tajima Ruri Takahashi Momo Tamaoki Wakaba Tomita | Frankrijk Benjamin Axus Amandine Buchard Sarah-Léonie Cysique Romane Dicko Joan-Benjamin Gaba Marie-Ève Gahié Kenny Liveze Alexis Mathieu Aleksa Mitrovic Margaux Pinot Joseph Terhec Julia Tolofua | Israël Tal Flicker Maya Goshen Guy Gurevitch Raz Hershko Serafim Kompaniez Inbar Lanir Ido Levin Sagi Muki Timna Nelson-Levy Peter Paltchik Gefen Primo Gili Sharir                           |

### Medaillespiegel
| Plaats | Land                | Goud | Zilver | Brons | Totaal |
| 1      | Japan               | 6    | 4      | 3     | 13     |
| 2      | Brazilië            | 2    | 1      | 1     | 4      |
| 3      | Oezbekistan         | 2    | 0      | 0     | 2      |
| 4      | Frankrijk           | 1    | 1      | 3     | 5      |
| 5      | Mongolië            | 1    | 1      | 1     | 3      |
| 6      | Kroatië             | 1    | 1      | 0     | 2      |
| 7      | Georgië             | 1    | 0      | 3     | 4      |
| 8      | Cuba                | 1    | 0      | 0     | 1      |
| 9      | Canada              | 0    | 2      | 1     | 3      |
| 10     | Duitsland           | 0    | 1      | 1     | 2      |
| 10     | Italië              | 0    | 1      | 1     | 2      |
| 11     | België              | 0    | 1      | 0     | 1      |
| 11     | China               | 0    | 1      | 0     | 1      |
| 11     | Verenigd Koninkrijk | 0    | 1      | 0     | 1      |
| 15     | Azerbeidzjan        | 0    | 0      | 2     | 2      |
| 15     | Kazachstan          | 0    | 0      | 2     | 2      |
| 15     | Nederland           | 0    | 0      | 2     | 2      |
| 15     | Zuid-Korea          | 0    | 0      | 2     | 2      |
| 19     | Chinees Taipei      | 0    | 0      | 1     | 1      |
| 19     | Kosovo              | 0    | 0      | 1     | 1      |
| 19     | Moldavië            | 0    | 0      | 1     | 1      |
| 19     | Oekraïne            | 0    | 0      | 1     | 1      |
| 19     | Oostenrijk          | 0    | 0      | 1     | 1      |
| 19     | Polen               | 0    | 0      | 1     | 1      |
| 19     | Portugal            | 0    | 0      | 1     | 1      |
| Totaal | Totaal              | 15   | 15     | 30    | 60     |

## Prestaties Belgische en Nederlandse judoka's

### Belgische selectie
De Belgische selectie bestond uit negen judoka's (vijf mannen en vier vrouwen).
Mannen
| judoka            | onderdeel | eerste ronde            | tweede ronde                   | derde ronde             | kwartfinale                 | halve finale            | herkansing             | finale / BM                | finale / BM    |
| judoka            | onderdeel | tegenstander uitslag    | tegenstander uitslag           | tegenstander uitslag    | tegenstander uitslag        | tegenstander uitslag    | tegenstander uitslag   | tegenstander uitslag       | rang           |
| ----------------- | --------- | ----------------------- | ------------------------------ | ----------------------- | --------------------------- | ----------------------- | ---------------------- | -------------------------- | -------------- |
| Jorre Verstraeten | −60 kg    | bye                     | Marcus Auer W 10-00            | Angelo Pantano V 00-01  | niet geplaatst              | niet geplaatst          | niet geplaatst         | niet geplaatst             | niet geplaatst |
| Abdul Umayev      | −73 kg    | Ali Abdelmouaty W 01-00 | Hidayet Heydarov V 00-10       | n.v.t.                  | niet geplaatst              | niet geplaatst          | niet geplaatst         | niet geplaatst             | niet geplaatst |
| Matthias Casse    | −81 kg    | bye                     | Lachlan Moorhead W 10-00       | Asad Masabirov W 11-00  | Shamil Borchashvili W 10-00 | Sotaro Fujiwara W 10-01 | n.v.t.                 | Tato Grigalashvili V 00-01 | Zilver         |
| Sami Chouchi      | −81 kg    | bye                     | Abdelrahman Abdelghany W 10-00 | Takanori Nagase V 00-10 | niet geplaatst              | niet geplaatst          | niet geplaatst         | niet geplaatst             | niet geplaatst |
| Toma Nikiforov    | −100 kg   | bye                     | zhafar Kostoev W 10-01         | Zsombor Vég W 01-00     | Michael Korrel V 00-10      | n.v.t.                  | Shady El Nahas W 10-00 | Zelym Kotsoiev V 00-01     | 5e             |

Vrouwen
| judoka            | onderdeel | eerste ronde              | tweede ronde                | derde ronde          | kwartfinale          | halve finale         | herkansing           | finale / BM          | finale / BM    |
| judoka            | onderdeel | tegenstander uitslag      | tegenstander uitslag        | tegenstander uitslag | tegenstander uitslag | tegenstander uitslag | tegenstander uitslag | tegenstander uitslag | rang           |
| ----------------- | --------- | ------------------------- | --------------------------- | -------------------- | -------------------- | -------------------- | -------------------- | -------------------- | -------------- |
| Ellen Salens      | −48 kg    | Estefanía Soriano W 01-00 | Shirine Boukli V 00-10      | n.v.t.               | niet geplaatst       | niet geplaatst       | niet geplaatst       | niet geplaatst       | niet geplaatst |
| Mina Libeer       | −57 kg    | bye                       | Tihea Topolovec W 01-00     | Huh Mimi V 00-01     | niet geplaatst       | niet geplaatst       | niet geplaatst       | niet geplaatst       | niet geplaatst |
| Gabriella Willems | −70 kg    | María Pérez W 10-00       | Martina Esposito V 00-01    | n.v.t.               | niet geplaatst       | niet geplaatst       | niet geplaatst       | niet geplaatst       | niet geplaatst |
| Sophie Berger     | −78 kg    | bye                       | Giorgia Stangherlin V 00-10 | n.v.t.               | niet geplaatst       | niet geplaatst       | niet geplaatst       | niet geplaatst       | niet geplaatst |

### Nederlandse selectie
De Nederlandse selectie bestond uit zestien judoka's (zeven vrouwen en negen mannen) die zich hadden geplaatst voor de individuele onderdelen. Daarnaast werd Pleuni Cornelisse (-57 kg) toegevoegd aan de selectie voor het gemengde landenteam en waren Karen Stevenson (-78 kg) en Jelle Snippe (+100 kg) als reserves aangewezen.
Mannen
| judoka             | onderdeel | eerste ronde                      | tweede ronde             | derde ronde                       | kwartfinale             | halve finale                  | herkansing           | finale / BM              | finale / BM    |
| judoka             | onderdeel | tegenstander uitslag              | tegenstander uitslag     | tegenstander uitslag              | tegenstander uitslag    | tegenstander uitslag          | tegenstander uitslag | tegenstander uitslag     | rang           |
| ------------------ | --------- | --------------------------------- | ------------------------ | --------------------------------- | ----------------------- | ----------------------------- | -------------------- | ------------------------ | -------------- |
| Tornike Tsjakadoea | −60 kg    | bye                               | Romain Valadier W 10-00  | Enkhtaivany Ariunbold V 00-10     | niet geplaatst          | niet geplaatst                | niet geplaatst       | niet geplaatst           | niet geplaatst |
| Ivo Verhorstert    | −66 kg    | bye                               | Joshiro Maruyama V 00-10 | n.v.t.                            | niet geplaatst          | niet geplaatst                | niet geplaatst       | niet geplaatst           | niet geplaatst |
| Frank de Wit       | −81 kg    | Abylaikhan Zhubanazar W 10-01     | Vedat Albayrak V 00-10   | n.v.t.                            | niet geplaatst          | niet geplaatst                | niet geplaatst       | niet geplaatst           | niet geplaatst |
| Noël van 't End    | −90 kg    | bye                               | Anri Egutidze W 11-01    | Ivaylo Ivanov V 00-10             | niet geplaatst          | niet geplaatst                | niet geplaatst       | niet geplaatst           | niet geplaatst |
| Jesper Smink       | −90 kg    | Thomas-Laszlo Breytenbach W 11-01 | Eduard Trippel V 00-10   | n.v.t.                            | niet geplaatst          | niet geplaatst                | niet geplaatst       | niet geplaatst           | niet geplaatst |
| Simeon Catharina   | −100 kg   | Kentaro Iida V 00-10              | n.v.t.                   | n.v.t.                            | niet geplaatst          | niet geplaatst                | niet geplaatst       | niet geplaatst           | niet geplaatst |
| Michael Korrel     | −100 kg   | bye                               | Aaron Fara W 01-00       | Rafael Buzacarini W 01-00         | Toma Nikiforov W 10-00  | Muzaffarbek Turoboyev V 00-11 | n.v.t.               | Ilia Sulamanidze W 01-00 | Brons          |
| Roy Meyer          | +100 kg   | bye                               | Lorenzo Agro W 01-00     | Odkhüügiin Tsetsentsengel W 10-00 | Alisher Yusupov W 10-00 | Andy Granda V 00-11           | n.v.t.               | Kim Min-jong V 00-01     | 5e             |
| Jur Spijkers       | +100 kg   | bye                               | Tatsuru Saito V 00-10    | n.v.t.                            | niet geplaatst          | niet geplaatst                | niet geplaatst       | niet geplaatst           | niet geplaatst |

Vrouwen
| judoka            | onderdeel | eerste ronde          | tweede ronde                     | derde ronde                 | kwartfinale          | halve finale         | herkansing                | finale / BM          | finale / BM    |
| judoka            | onderdeel | tegenstander uitslag  | tegenstander uitslag             | tegenstander uitslag        | tegenstander uitslag | tegenstander uitslag | tegenstander uitslag      | tegenstander uitslag | rang           |
| ----------------- | --------- | --------------------- | -------------------------------- | --------------------------- | -------------------- | -------------------- | ------------------------- | -------------------- | -------------- |
| Geke van den Berg | −63 kg    | bye                   | Anna Faye W 11-00                | Bárbara Timo V 00-01        | niet geplaatst       | niet geplaatst       | niet geplaatst            | niet geplaatst       | niet geplaatst |
| Sanne Vermeer     | −63 kg    | bye                   | Moldir Narynova W 10-00          | Manon Deketer V 00-10       | niet geplaatst       | niet geplaatst       | niet geplaatst            | niet geplaatst       | niet geplaatst |
| Sanne van Dijke   | −70 kg    | bye                   | Katie-Jemima Yeats-Brown W 10-00 | Maya Goshen W 10-00         | Lara Cvjetko V 00-01 | n.v.t.               | Michaela Polleres W 10-00 | Shiho Tanaka W 10-00 | Brons          |
| Hilde Jager       | −70 kg    | Anna Bernholm W 10-00 | Barbara Matić V 00-10            | n.v.t.                      | niet geplaatst       | niet geplaatst       | niet geplaatst            | niet geplaatst       | niet geplaatst |
| Natascha Ausma    | −78 kg    | bye                   | Anna-Maria Wagner V 00-10        | n.v.t.                      | niet geplaatst       | niet geplaatst       | niet geplaatst            | niet geplaatst       | niet geplaatst |
| Guusje Steenhuis  | −78 kg    | bye                   | Jovana Peković W 10-00           | Giorgia Stangherlin V 00-11 | niet geplaatst       | niet geplaatst       | niet geplaatst            | niet geplaatst       | niet geplaatst |
| Marit Kamps       | +78 kg    | n.v.t.                | Kamila Berlikash W 10-00         | Moira Morillo W 10-00       | Romane Dicko V 00-10 | n.v.t.               | Kim Ha-yun V 00-10        | n.v.t.               | 7e             |

Gemengd
| judoka's | onderdeel    | eerste ronde         | tweede ronde         | kwartfinale          | halve finale         | herkansing           | finale / BM          | finale / BM |
| judoka's | onderdeel    | tegenstander uitslag | tegenstander uitslag | tegenstander uitslag | tegenstander uitslag | tegenstander uitslag | tegenstander uitslag | rang        |
| --- | ------------ | -------------------- | -------------------- | -------------------- | -------------------- | -------------------- | -------------------- | ----------- |
| Nederland Ivo Verhorstert (-73 kg) Frank de Wit (-90 kg) Noël van 't End (-90 kg) Michael Korrel (+90 kg) Jur Spijkers (+90 kg) Pleuni Cornelisse (-57 kg) Sanne Vermeer (-70 kg) Hilde Jager (-70 kg) Guusje Steenhuis (+70 kg) Marit Kamps (+70 kg) | gemengd team | n.v.t.               | Azerbeidzjan W 4-3   | Japan V 0-4          | n.v.t.               | Oekraïne W 4-0       | Israël V 2-4         | 5e          |